# Głamazdino
Głamazdino (ros. Гламаздино) – wieś (ros. село, trb. sieło) w zachodniej Rosji, centrum administracyjne sielsowietu głamazdińskiego w rejonie chomutowskim obwodu kurskiego.

## Geografia
Miejscowość położona jest 9 km od centrum administracyjnego rejonu (Chomutowka), 106 km od Kurska. Przez wieś przepływają ruczaje Romanowskij i Griemiaczij.
W granicach miejscowości znajdują się ulice: Nowaja, Jużnaja, Centralnaja.

## Demografia
W 2010 r. miejscowość zamieszkiwało 241 osób.

## Atrakcje
- Posiadłość Nielidowów (murowana rezydencja z antresolą w parku otoczonym dębami i topolami na brzegu stawu, a także kamienna oficyna z domem dla służby, szkołą i muzeum historii regionu)[2]